# Martyre de quatre saints
Martyre de quatre saints – en italien Martirio dei santi Placido, Flavia, Eutichio e Vittorino – est un tableau réalisé par le peintre italien Le Corrège vers 1524. Cette huile sur toile est une peinture chrétienne qui représente le martyre de quatre saints en Sicile sous l'Empire romain : à genoux au centre, Placide et Flavie sont sur le point d'être tués, mais Eutychien et Victorin gisent déjà décapités sur le bord droit de la composition. L'œuvre est conservée à la galerie nationale de Parme, en Émilie-Romagne.